# Adrian Robert Krainer
Adrian Robert Krainer (Montevidéu, 14 de setembro de 1958) é um bioquímico e geneticista molecular uruguaio-estadunidense. Krainer detém a St. Giles Foundation Professorship no Laboratório Cold Spring Harbor.

## Prêmios e honrarias
Krainer recebeu o Prêmio Wolf de Medicina de 2021. Em 2019 recebeu o Breakthrough Prize in Life Sciences Em 2020 foi eleito membro da Academia Nacional de Ciências dos Estados Unidos.